# بات ماكلوسكي
بات ماكلوسكي (بالإنجليزية: Pat McCluskey)‏ هو لاعب كرة قدم بريطاني في مركز الدفاع، ولد في 13 أبريل 1952 في كيلسيث ‏ في المملكة المتحدة، وتوفي في 24 أغسطس 2020. شارك مع منتخب اسكتلندا تحت 21 سنة لكرة القدم. أما مع النوادي، فقد لعب مع كوين أوف ساوث ونادي أردريونيانز ونادي دمبرتون ونادي سلتيك ونادي سليغو روفرز.